# Hedyotis strigulosa
Espèce
Synonymes
- Hedyotis albidopunctata (Merr.) Fosberg[2]
- Hedyotis biflora var. parvifolia Hook. & Arn.[2]
- Hedyotis coreana H.Lév.[2]
- Hedyotis rennellensis Fosberg[2]
- Hedyotis sarcophylla Steud.[2]
- Hedyotis strigulosa[3]
- Hedyotis taiwanensis S.F.Huang & J.Murata[2]
- Leptopetalum strigulosum (préféré par NCBI)[3]
- Oldenlandia albidopunctata Merr.[2]
- Oldenlandia crassifolia DC.[2]
- Oldenlandia paniculata var. parvifolia A.Gray ex Maxim.[2]
- Thecagonum strigulosum (Bartl. ex DC.) Terrell & H.Rob.[2]

Hedyotis strigulosa est une espèce de plantes de la famille des Rubiaceae.
Selon BioLib (29 octobre 2017) et EFloras (29 octobre 2017), le nom serait valide.
Selon d’autres sources, le nom serait synonyme des noms suivants et chacun serait le nom valide : 
- Thecagonum strigulosum  (Bartl. ex DC.) Terrell & H.Rob., selon Catalogue of Life (29 octobre 2017)[6],
- Leptopetalum strigulosum  (DC.) Neupane & N.Wikstr. (2015), selon World Checklist of Selected Plant Families (WCSP) (29 octobre 2017)[7] et Tropicos (29 octobre 2017)[1],
- Oldenlandia strigulosa  Bartl. ex DC., selon The Plant List (29 octobre 2017)[2] et ITIS (29 octobre 2017)[8].

## Liste des variétés
Selon Tropicos (29 octobre 2017) (Attention liste brute contenant possiblement des synonymes) :
- variété Hedyotis strigulosa var. coreana (H. Lév.) T. Yamaz.
- variété Hedyotis strigulosa var. luxurians (Hatus.) T. Yamaz.
- variété Hedyotis strigulosa var. parvifolia (Hook. & Arn.) T. Yamaz.